# Federica Carolina di Sassonia-Coburgo-Saalfeld
Federica Carolina di Sassonia-Coburgo-Saalfeld (Coburgo, 24 giugno 1735 – Unterschwaningen, 18 febbraio 1791) è stata, per nascita principessa di Sassonia-Coburgo-Saalfeld e, per matrimonio, l'ultima Margravia di Brandenburgo-Ansbach e di Bayreuth.

## Biografia

### Infanzia
Federica era la penultima figlia del duca Francesco Giosea di Sassonia-Coburgo-Saalfeld (1697–1764) e di sua moglie Anna Sofia di Schwarzburg-Rudolstadt (1700–1780).

### Matrimonio
Sposò a Coburgo, il 22 novembre 1754, il Margravio Carlo Alessandro di Brandeburgo-Ansbach (1736–1806). Il matrimonio venne concluso puramente per motivi dinastici.Infatti, sebbene Federica Carolina venisse considerata una donna virtuosa, dolce, benefica e devota, Carlo Alessandro la riteneva brutta, ignorante e noiosa. Il matrimonio rimase senza figli, Cristiano si separò dalla moglie, che da quel momento visse nel Castello di Schwaningen presso Unterschwaningen, ed iniziò a convivere con la sua amante Elizabeth Craven.
Il fratello di Federica Carolina, Federico Giosia di Sassonia-Coburgo-Saalfeld, dovette a sua sorella l'ammissione nel reggimento, di cui suo cognato era il capitano, cosa che costituì il punto di partenza della sua brillante carriera militare.

### Morte
Dopo la morte di Federica Carolina, suo marito rinunciò al suo ruolo di regnante, lasciò il paese e sposò la sua amante inglese. Federica Carolina è sepolta nella Gumbertuskirche di Ansbach.

## Ascendenza
|                                                |                                           |                                           | Genitori                               |  |  | Nonni |  |  | Bisnonni                              |  |  | Trisnonni                      |  |
|                                                |                                           |                                           |                                        |  |  |       |  |  | Ernesto I di Sassonia-Gotha-Altenburg |  |  | Giovanni II di Sassonia-Weimar |  |
|                                                |                                           |                                           |                                        |  |  |       |  |  | Ernesto I di Sassonia-Gotha-Altenburg |  |  | Giovanni II di Sassonia-Weimar |  |
|                                                |                                           | Dorotea Maria di Anhalt                   |                                        |  |  |       |  |  | Ernesto I di Sassonia-Gotha-Altenburg |  |  |                                |  |
| Giovanni Ernesto di Sassonia-Coburgo-Saalfeld  |                                           |                                           |                                        |  |  |       |  |  | Ernesto I di Sassonia-Gotha-Altenburg |  |  |                                |  |
|                                                |                                           | Elisabetta Sofia di Sassonia-Altenburg    | Giovanni Filippo di Sassonia-Altenburg |  |  |       |  |  |                                       |  |  |                                |  |
|                                                |                                           | Elisabetta Sofia di Sassonia-Altenburg    | Giovanni Filippo di Sassonia-Altenburg |  |  |       |  |  |                                       |  |  |                                |  |
|                                                |                                           | Elisabetta Sofia di Sassonia-Altenburg    | Elisabetta di Brunswick-Wolfenbüttel   |  |  |       |  |  |                                       |  |  |                                |  |
| Francesco Giosea di Sassonia-Coburgo-Saalfeld  |                                           | Elisabetta Sofia di Sassonia-Altenburg    |                                        |  |  |       |  |  |                                       |  |  |                                |  |
|                                                |                                           | Giosia II di Waldeck-Wildungen            | Filippo VII di Waldeck-Wildungen       |  |  |       |  |  |                                       |  |  |                                |  |
|                                                |                                           | Giosia II di Waldeck-Wildungen            | Filippo VII di Waldeck-Wildungen       |  |  |       |  |  |                                       |  |  |                                |  |
|                                                |                                           | Giosia II di Waldeck-Wildungen            | Anna Caterina di Sayn-Wittgenstein     |  |  |       |  |  |                                       |  |  |                                |  |
| Carlotta Giovanna di Waldeck-Wildungen         |                                           | Giosia II di Waldeck-Wildungen            |                                        |  |  |       |  |  |                                       |  |  |                                |  |
|                                                |                                           | Guglielmina Cristina di Nassau-Siegen     | Guglielmo di Nassau-Hilchenbach        |  |  |       |  |  |                                       |  |  |                                |  |
|                                                |                                           | Guglielmina Cristina di Nassau-Siegen     | Guglielmo di Nassau-Hilchenbach        |  |  |       |  |  |                                       |  |  |                                |  |
|                                                |                                           | Guglielmina Cristina di Nassau-Siegen     | Cristina di Erbach                     |  |  |       |  |  |                                       |  |  |                                |  |
| Federica Carolina di Sassonia-Coburgo-Saalfeld |                                           | Guglielmina Cristina di Nassau-Siegen     |                                        |  |  |       |  |  |                                       |  |  |                                |  |
|                                                | Alberto Antonio di Schwarzburg-Rudolstadt | Luigi Günther I di Schwarzburg-Rudolstadt |                                        |  |  |       |  |  |                                       |  |  |                                |  |
|                                                | Alberto Antonio di Schwarzburg-Rudolstadt | Luigi Günther I di Schwarzburg-Rudolstadt |                                        |  |  |       |  |  |                                       |  |  |                                |  |
|                                                | Alberto Antonio di Schwarzburg-Rudolstadt | Emilia di Oldenburg                       |                                        |  |  |       |  |  |                                       |  |  |                                |  |
| Luigi Federico I di Schwarzburg-Rudolstadt     | Alberto Antonio di Schwarzburg-Rudolstadt |                                           |                                        |  |  |       |  |  |                                       |  |  |                                |  |
|                                                |                                           | Emilia Giuliana di Barby-Mühlingen        | Alberto Federico di Barby-Mühlingen    |  |  |       |  |  |                                       |  |  |                                |  |
|                                                |                                           | Emilia Giuliana di Barby-Mühlingen        | Alberto Federico di Barby-Mühlingen    |  |  |       |  |  |                                       |  |  |                                |  |
|                                                |                                           | Emilia Giuliana di Barby-Mühlingen        | Sofia Ursula di Oldenburg-Delmenhorst  |  |  |       |  |  |                                       |  |  |                                |  |
| Anna Sofia di Schwarzburg-Rudolstadt           |                                           | Emilia Giuliana di Barby-Mühlingen        |                                        |  |  |       |  |  |                                       |  |  |                                |  |
|                                                |                                           | Federico I di Sassonia-Gotha-Altenburg    | Ernesto I di Sassonia-Gotha-Altenburg  |  |  |       |  |  |                                       |  |  |                                |  |
|                                                |                                           | Federico I di Sassonia-Gotha-Altenburg    | Ernesto I di Sassonia-Gotha-Altenburg  |  |  |       |  |  |                                       |  |  |                                |  |
|                                                |                                           | Federico I di Sassonia-Gotha-Altenburg    | Elisabetta Sofia di Sassonia-Altenburg |  |  |       |  |  |                                       |  |  |                                |  |
| Anna Sofia di Sassonia-Gotha-Altenburg         |                                           | Federico I di Sassonia-Gotha-Altenburg    |                                        |  |  |       |  |  |                                       |  |  |                                |  |
|                                                |                                           | Maddalena Sibilla di Sassonia-Weissenfels | Augusto di Sassonia-Weissenfels        |  |  |       |  |  |                                       |  |  |                                |  |
|                                                |                                           | Maddalena Sibilla di Sassonia-Weissenfels | Augusto di Sassonia-Weissenfels        |  |  |       |  |  |                                       |  |  |                                |  |
|                                                |                                           | Maddalena Sibilla di Sassonia-Weissenfels | Anna Maria di Meclemburgo-Schwerin     |  |  |       |  |  |                                       |  |  |                                |  |
|                                                |                                           | Maddalena Sibilla di Sassonia-Weissenfels |                                        |  |  |       |  |  |                                       |  |  |                                |  |